# 2010: Одіссея Два
«2010: Одіссея Два» (англ. 2010: Odyssey Two) — науково-фантастичний роман Артура Кларка, написаний в 1982 році. Роман є другою частиною тетралогії «Космічна Одіссея».
Сюжет роману є продовженням не попереднього роману «2001: Космічна Одіссея», а його екранізації — фільму Стенлі Кубрика «Космічна одіссея 2001 року». Всі радянські персонажі носять прізвища відомих дисидентів, що залишилось не поміченим для цензури СРСР.

## Сюжет
У 2010 році на допомогу «Дискавері 1» вирушає радянський космічний корабель «Олексій Леонов» (з найбільш сучасним двигуном «Сахаров») із спільним радянсько-американським екіпажем на борту. Перед новою експедицією стоїть ряд питань: що трапилося із попередньою експедицією; загадкове повідомлення Девіда Боумана; дослідження моноліта на орбіті Юпітера.
Раптово їх обганяє китайський космічний корабель «Шен». Приземлившись для дозаправки водою на Європі і анексувавши її Китаєм, китайська експедиція несподівано гине від нападу невідомої живої істоти. Єдиний вцілілий член екіпажу передає по радіо подробиці.
Команда відновлює функціонування корабля «Дискавері 1» і вводить в дію штучний інтелект HAL 9000. Комп'ютер повідомляє всі подробиці попередньої експедиції а також мотивує свої дії, які привели до загибелі попереднього екіпажу.
В цей час Девід Боуман за вказівкою своїх «старших друзів» повертається через ТМА-2 в Сонячну систему і досліджує сучасний рівень цивілізації на Землі, а також зародки розумного життя на Європі, Іо та Юпітері.
Девід Боуман через HAL 9000 повідомляє доктору Хейвуду Флойду попередження якомога швидше покинути орбіту Юпітера: «Якщо ви пробудете тут більше 15 днів, то загинете». Моноліт ТМА-2, що тисячі років перебував в точці Лагранжа L1 супутника Іо, переміщується до Юпітера. Вчені спостерігають дивовижне явище — замість одного моноліта з'являється два і їх кількість росте в геометричній прогресії. Моноліти перетворюють водень на тяжчі хімічні елементи, чим збільшують щільність планети.
Відліт космічного корабля можливий лише при певному взаємному розташуванні Юпітера і Землі на їхніх орбітах, у так званому «стартовому вікні». Команда «Олексія Леонова» вирішує використати другий корабель як розгінний ступінь, однак штучний інтелект HAL 9000 бачить в цьому свою загибель. Його творець, інженер Чандра в довгій розмові переконує HAL 9000 допомогти врятуватися людям.
Юпітер починає перетворюватися на зірку, яку люди називають Люцифер. Девід Боуман повертається на «Дискавері 1», щоб віддати останній наказ HAL 9000 — відправити по радіо повідомлення «ВСІ ЦІ СВІТИ — ВАШІ, ОКРІМ ЄВРОПИ. НЕ НАМАГАЙТЕСЯ ВИСАДИТИСЬ НА НІЙ». Корабель руйнується під дією випромінювання зірки, однак Боуман забирає свідомість HAL 9000 із собою і перетворює його на сутність подібну до себе.
В 20 001 році живі створіння Європи з допомогою моноліта розвились в первісну цивілізацію, і можуть спостерігати вогні людських колоній на близьких до них супутниках Іо, Каллісто та Ганімеді. Моноліт надійно оберігає місцеву цивілізацію від спроб землян висадитись на Європі.

## Серія
- 2001: Космічна Одіссея
- 2010: Одіссея Два
- 2061: Одіссея Три
- 3001: Фінальна Одіссея

## Написання
2010 стала першою книгою Кларка написаною на комп'ютері. Першу чверть роману була написана на електричній друкарській машинці, а завершена на мікрокомп'ютері Archives III (виготовленому в м. Давенпорт, Айова). Під час роботи над твором Кларк черпав натхнення від музики Жан-Мішеля Жарра, Вангеліса та Джона Вільямса. Причому Жарр сам був великим прихильником першої частини серії і придбавши книгу з продовженням, несподівано для себе виявив своє ім'я в супроводжуючій подяці. Це підштовхнуло його розпочати листування з Кларком, що призвело до подальшої дружби.
В 2010 році Жарр вирішив вшанувати пам'ять Артура Кларка, назвавши своє перше світове турне «2010».    